# Monterfil
Monterfil település Franciaországban, Ille-et-Vilaine megyében. Lakosainak száma 1352 fő (2022. január 1.). Monterfil Iffendic, Saint-Péran, Saint-Thurial, Talensac, Treffendel és Le Verger községekkel határos.

## Népesség
A település népességének változása:
| Lakosok száma | 594  | 868  | 915  | 1122 | 1316 | 1305 | 1327 | 1332 | 1334 | 1352 |
|               | 1968 | 1982 | 1990 | 2006 | 2013 | 2015 | 2017 | 2019 | 2020 | 2022 |